# Joseph Archepel
Joseph Archepel né à Rennes (Ille-et-Vilaine) le 21 juin 1925 et mort à Clamart le 26 juillet 2013 est un vitrailliste français.

## Biographie
Élève de l'école régionale des beaux-arts de Rennes, alors dirigée par Pierre Galle, Joseph Archepel apprend le métier, pendant la Seconde Guerre mondiale sous la direction de Mathurin Méheut, et la perspective avec l'architecte Raymond Cornon (1908-1982), l'anatomie avec Théophile Lemonnier.
Il compte parmi ses condisciples ceux qui resteront ses amis, le peintre Geoffroy Dauvergne, le graveur Roger Marage, le cinéaste Frédéric Back, le sculpteur Roland Guillaumel et le photographe de guerre Henri Huet.
Il entre dans l'atelier de Jean Dupas à l'École des beaux-arts de Paris le 31 octobre 1945,.
Il ouvre son atelier à Cachan en 1955.

## Œuvres dans les collections publiques
- Amiens,
  - église du Sacré-Cœur : cinq vitraux de l'abside (Le Sacré-Cœur entouré des Symboles des quatre évangélistes), vitrail du transept gauche (Vierge à l'Enfant), vitrail à figures géométriques de l'absidiole gauche[5] ;
  - église Saint-Honoré : ensemble de verrières, 1957 à 1961[6],[7].
- Camon (Somme), église Saint-Vaast : quatre vitraux réalisés après 1945, représentant les quatre évangélistes avec le symbole leur étant attribué : l'ange, l'homme, le taureau et le lion. Réalisés par l'atelier Pasquier d'Amiens[8].
- Chanzeaux (Maine-et-Loire), église Saint-Pierre : vitraux en mémoire des habitants morts pendant la guerre de Vendée (1793-1795), 1955.
- Châteauneuf-sur-Loire (Loiret), église Saint-Martial : vitraux.
- Le Havre, église Saint-Michel : vitraux.
- Le Manoir (Calvados), église Saint Pierre : ensemble de deux verrières à motifs de personnages, et de quatre verrières à motifs géométriques, 1961[9].
- Loutzviller (Moselle), église de la Sainte-Trinité : verrières, 1959.
- Méautis, église Saint-Pierre, conception des vitraux (1952-1959) exécutés par l'atelier Fresil[10]
- Osny (Val-d'Oise), église paroissiale : vitrail dans la deuxième travée du chœur, 1967.
- Paris,
  - École nationale supérieure des beaux-arts.
  - église Notre-Dame-de-la-Salette : vitraux et claustra, 1965[11].
- Rennes,
  - école régionale des beaux-arts.
  - église Saint-Étienne, ancienne chapelle du couvent des Augustins : vitraux, 1951[12].
- Rethel (Ardennes), vitrail.
- Rosières-en-Santerre (Somme), église Saint-Omer : vitraux.
- Saint-Malo, église Sainte-Croix : vitraux, 1962.
- Schweyen (Moselle), chapelle Saint-Wendelin : verrières à motifs géométriques, 1957.
- Bricqueville (Calvados), église Saint-Pierre de Bricqueville : verrières à motifs géométriques exécutées avec J. Boutzen, 1956-1957[13].